# 30054 Pereira
30054 Pereira è un asteroide della fascia principale. Scoperto nel 2000, presenta un'orbita caratterizzata da un semiasse maggiore pari a 2,2388450 UA e da un'eccentricità di 0,1678692, inclinata di 1,98895° rispetto all'eclittica.